# Vườn quốc gia Setonaikai
Vườn quốc gia Setonaikai (瀬戸内海国立公园 Setonaikai Kokuritsu Koen ?) là một vườn quốc gia bao gồm các khu vực của biển nội địa Seto, thuộc 10 tỉnh (15 thành phố, 14 thị trấn và 1 ngôi làng) của Nhật Bản. Vườn quốc gia được thành lập vào năm 1934, và đã được mở rộng nhiều lần. Nó bao gồm khoảng 3.000 hòn đảo, trong đó có cả hòn đảo Itsukushima nổi tiếng. Do bảo vệ các khu vực không liên tiếp, và bao gồm một diện tích rất nhỏ của biển nội địa dẫn đến việc kiểm soát và bảo vệ tại đây gặp vấn đề với việc nhiều khu công nghiệp nặng xung quanh, khiến môi trường của vườn quốc gia bị đe dọa.
Vườn quốc gia bao gồm các khu vực tự nhiên của các đảo, núi và biển nội địa. Các đảo chính bao gồm đảo Awaji (một phần), Quần đảo Boyo, Ieshima, Itsukushima, Naoshima, Quần đảo Shiwaku, Shodoshima, Tomogashima. Nó cũng bảo vệ tự nhiên của khu vực núi Rokkō, Maya và Noro. Các Eo biển Akashi-Kaikyo, Hōyo, Kitan, Naruto và Kanmon thuộc biển nội địa cũng là một phần của vườn quốc gia.
Ngoài giá trị về tự nhiên, nó còn bảo vệ các công trình kiến trúc như Đền Itsukushima (Di sản thế giới của UNESCO), Kotohira, Đền Mekari, Futago-ji và Yashima-ji.